# Basil Heatley
Basil Heatley (* 25. Dezember 1933 in Kenilworth / Warwickshire; † 3. August 2019 in Worcester) war ein britischer Leichtathlet, der in den frühen 1960er Jahren als Langstrecken-, Marathon- und Crossläufer erfolgreich war. Der 1,73 m große und 66 kg schwere Athlet startete für die Coventry Godiva Harriers.
Heatley gewann insgesamt fünf britische Meisterschaften:
| Jahr | 6 Meilen                   | 10 Meilen              | Marathon                 | Cross                |
| ---- | -------------------------- | ---------------------- | ------------------------ | -------------------- |
| 1960 |                            | Meister in 48:18,4 min |                          | Meister in 45:15 min |
| 1961 | Vizemeister in 28:03,0 min | Meister in 47:47,0 min |                          | Meister in 48:24 min |
| 1963 |                            |                        | Vizemeister in 2:19:56 h | Meister in 50:25 min |

Darüber hinaus war er auch international erfolgreich.
- Bei den Internationalen Cross-Weltmeisterschaften 1961 in Nantes gewann er in 45:23 min die Goldmedaille.
- An den Olympischen Spielen 1964 in Tokio nahm er zusammen mit Brian Kilby und Ron Hill über die Marathondistanz teil. Der überlegene Sieger mit rund vier Minuten Vorsprung hieß Abebe Bikila (Gold in 2:12:11,2 h). Heatley betrat das Stadion an dritter Position liegend, konnte jedoch auf der Zielgeraden den vor ihm laufenden Kōkichi Tsuburaya überspurten und sich in 2:16:19,2 h die Silbermedaille sichern.

Wenige Monate zuvor, im Juni 1964, hatte Heatley den Marathon von Windsor nach Chiswick gewonnen und dabei in 2:13:55 h eine neue Weltbestleistung aufgestellt. Diese Zeit wurde zwar von Abebe Bikila in Tokio unterboten, brachte Heatley jedoch auf Platz 2 der Jahresweltbestenliste.